# Limace de mer
Taxons concernés
- Dans l'infra-classe des Opisthobranches :
  - communément, notamment l'ordre des Nudibranchia (nudibranches)
- Dans la classe des Holothuroidea (holothuries)
- Dans l'ordre des Scleractinia (madréporaires)
- etc. (voir texte)modifier

L'expression « Limace de mer » est un nom vernaculaire ambigu en français, pouvant désigner plusieurs espèces de mollusques gastéropodes marins dépourvus de coquille et dont certains traits morphologiques évoquent vaguement les limaces terrestres. 
Il en existe plus de 3000 espèces reparties dans toutes les mers et océans de la Terre. Elles peuvent vivre jusqu'à 700 mètres de profondeur et mesurent pour la plupart moins de 5 centimètres, sauf quelques espèces comme la danseuse espagnole, qui peut atteindre 60 centimètres de long. 
Elles possèdent des rhinophores et sont hermaphrodites. Mais en l'absence de partenaire, elles peuvent se reproduire par parthénogenèse.

## Animaux pouvant être dénommés «Limace de mer»
Le qualificatif est généralement donné à une grande partie des Opisthobranches, notamment aux espèces benthiques ; cependant celles-ci ne sont pas les cousines marines des limaces terrestres : elles sont caractérisées notamment par la position des branchies en arrière du cœur (le mot grec « opisthos » signifie postérieur). Ce groupe contient cinq ordres principaux : Cephalaspidea, Sacoglossa, Anaspidea, Pleurobranchomorpha et Nudibranchia. Le dernier regroupe le plus grand nombre d’espèces, et celles le plus souvent dénommées « limaces de mer »,, notamment par les plongeurs et les biologistes, ainsi qu'en anglais (« sea slug »). 
Pourtant, ce nom a aussi été parfois attribué à de nombreux autres taxons d'invertébrés marins partageant d'autres traits avec les limaces : d'une part certains autres groupes de gastéropodes sans coquille apparente (comme les Velutinidae) ou très réduite (comme les Umbraculida), mais aussi des groupes sans rapport biologique comme certains vers (notamment les vers plats) ou les holothuries (« concombres de mer »). Sans ressemblance morphologique, cette expression est aussi parfois utilisée pour qualifier des animaux marins en raison de la viscosité de leur épiderme, par exemple certains cnidaires, ou même des poissons gluants comme ceux de la famille des Liparidae. 
Il convient de préciser qu'aucune vraie « limace » (infra-ordre des Stylommatophora dans l'ordre des Pulmonata) n'est connue dans les eaux marines, ayant toutes abandonné leurs branchies au profit de poumons. 
Une « journée des limaces de mer » (Sea Slug Day) a été décrétée en 2015 pour le 29 octobre, en hommage au spécialiste américain de ces animaux Terry Gosliner. Ce terme a été choisi pour englober de manière générale les opisthobranches sans coquille apparente, notamment nudibranches, aplysies et autres sacoglosses. 

## Quelques animaux pouvant être appelés «limaces de mer» en France

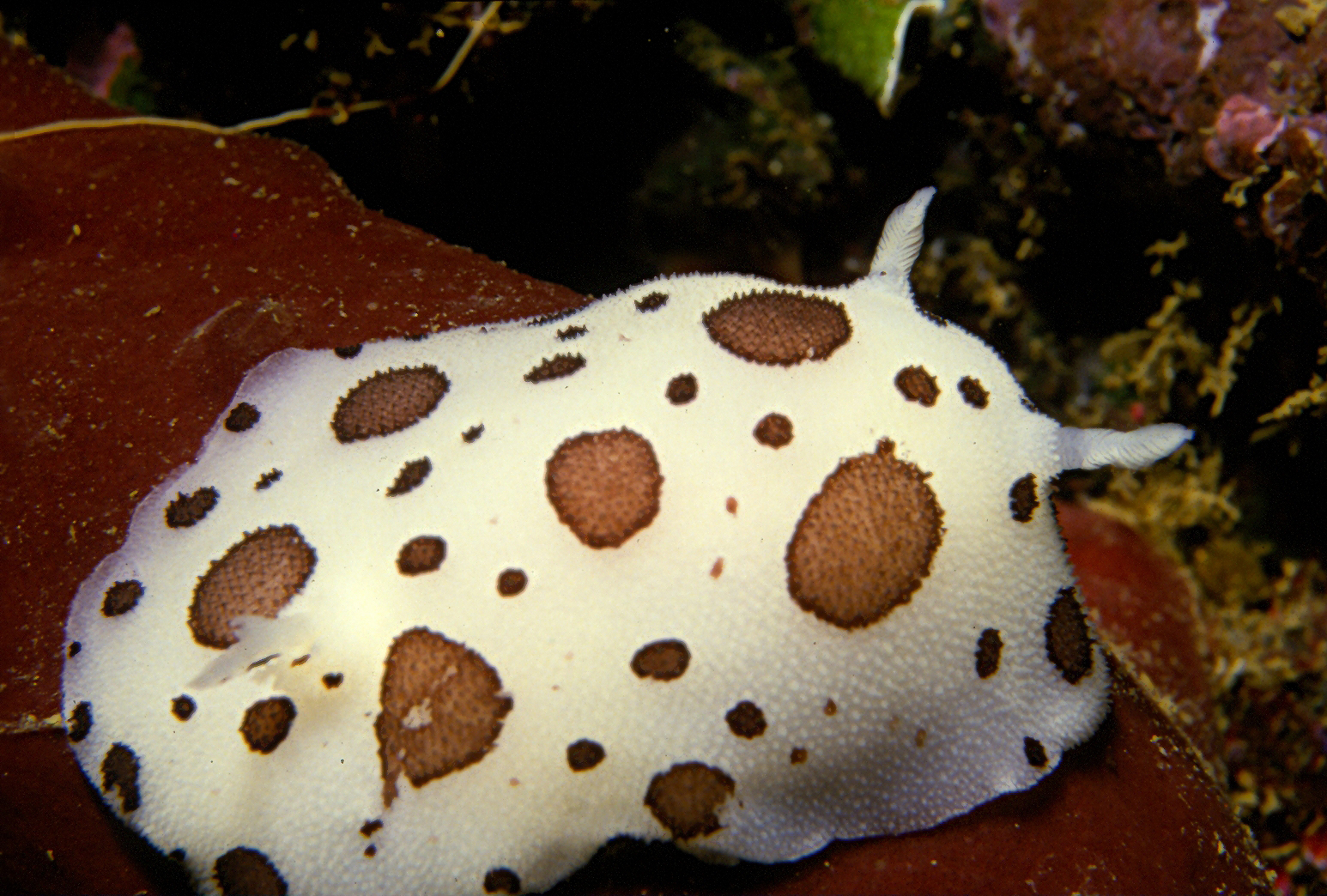
Doris dalmatien (Peltodoris atromaculata), un nudibranche doridien
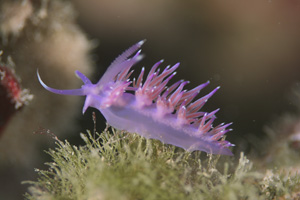
Flabelline (Flabellina affinis), un nudibranche éolidien
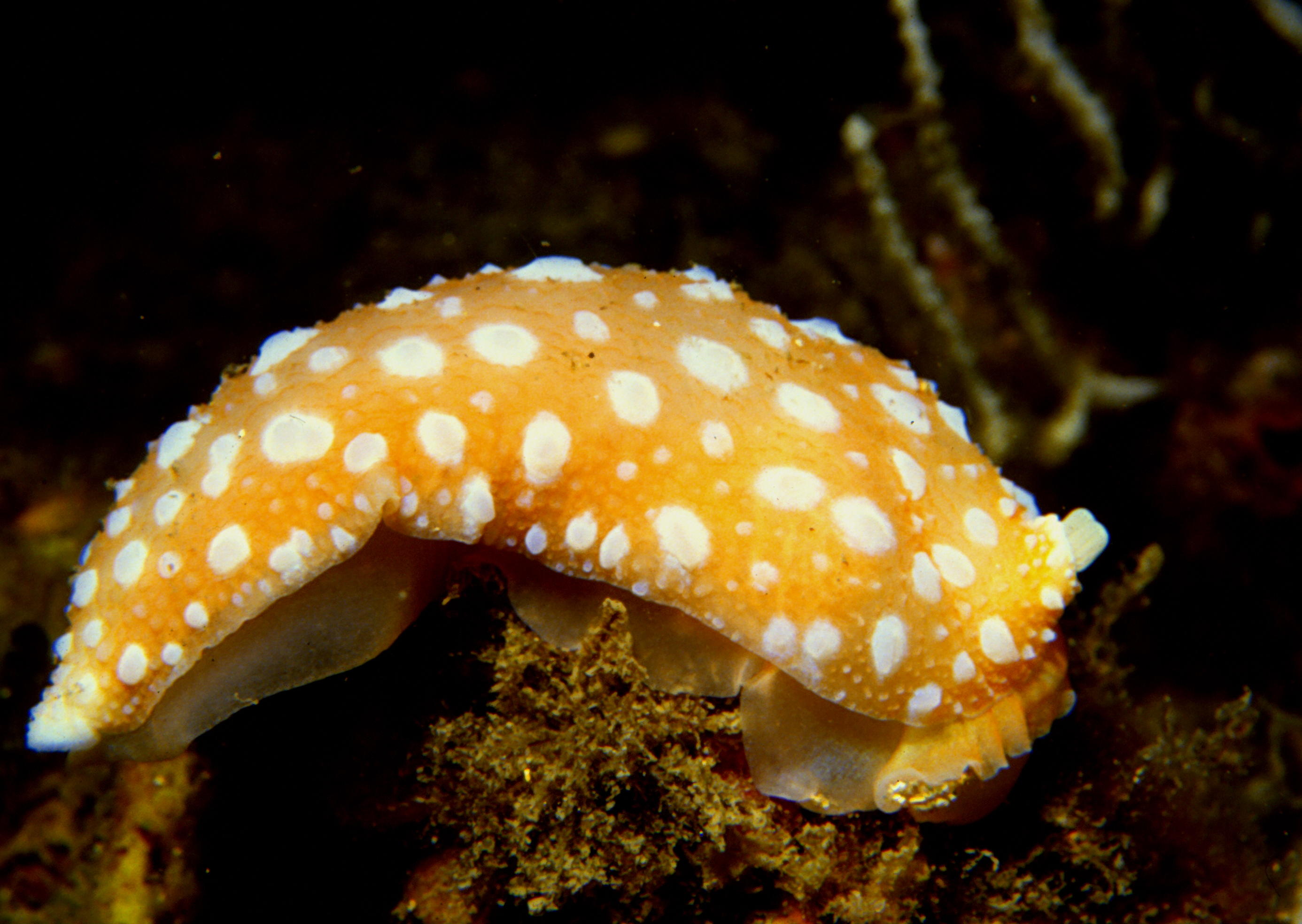
Armina maculata, un nudibranche arminacée
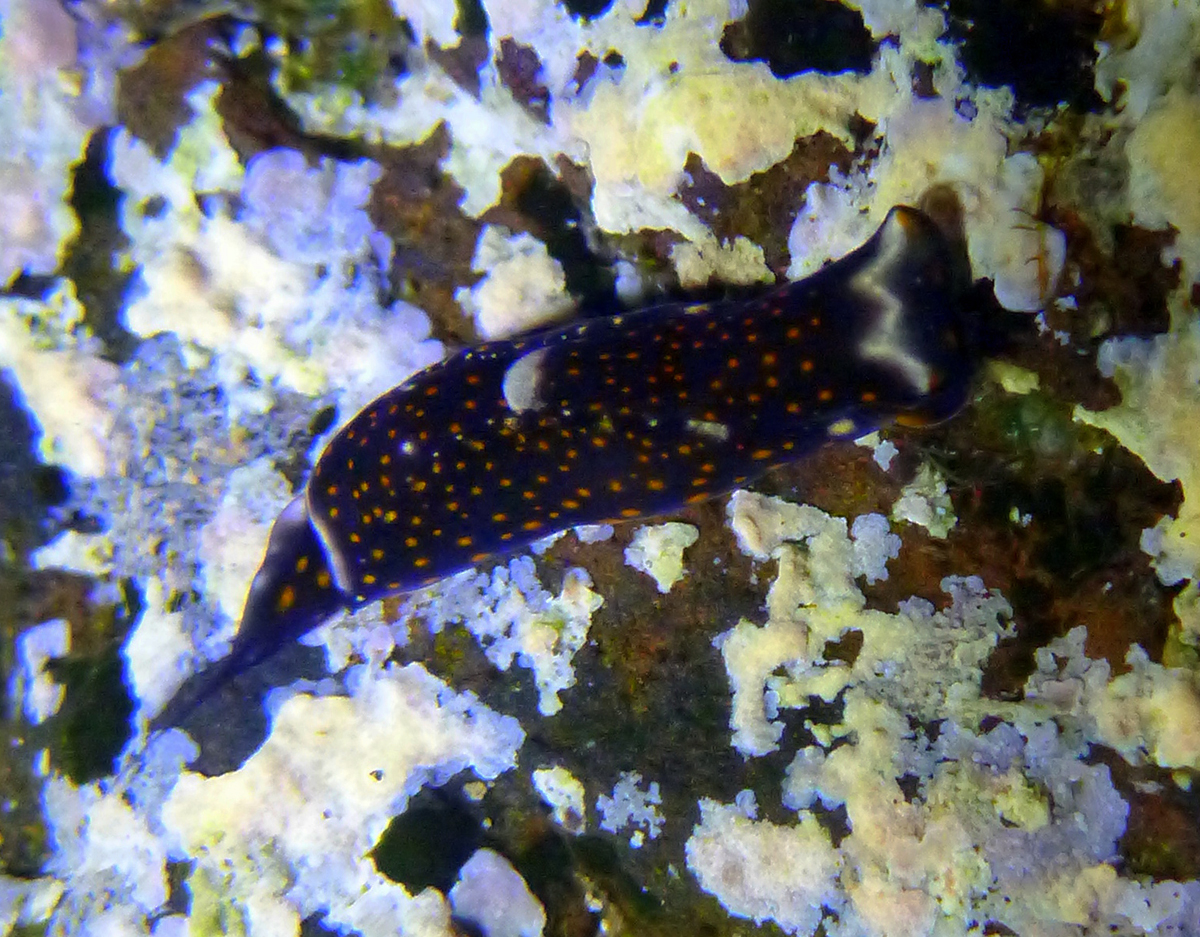
Chelidonura fulvipunctata, un aglajide (ordre des Cephalaspidea)
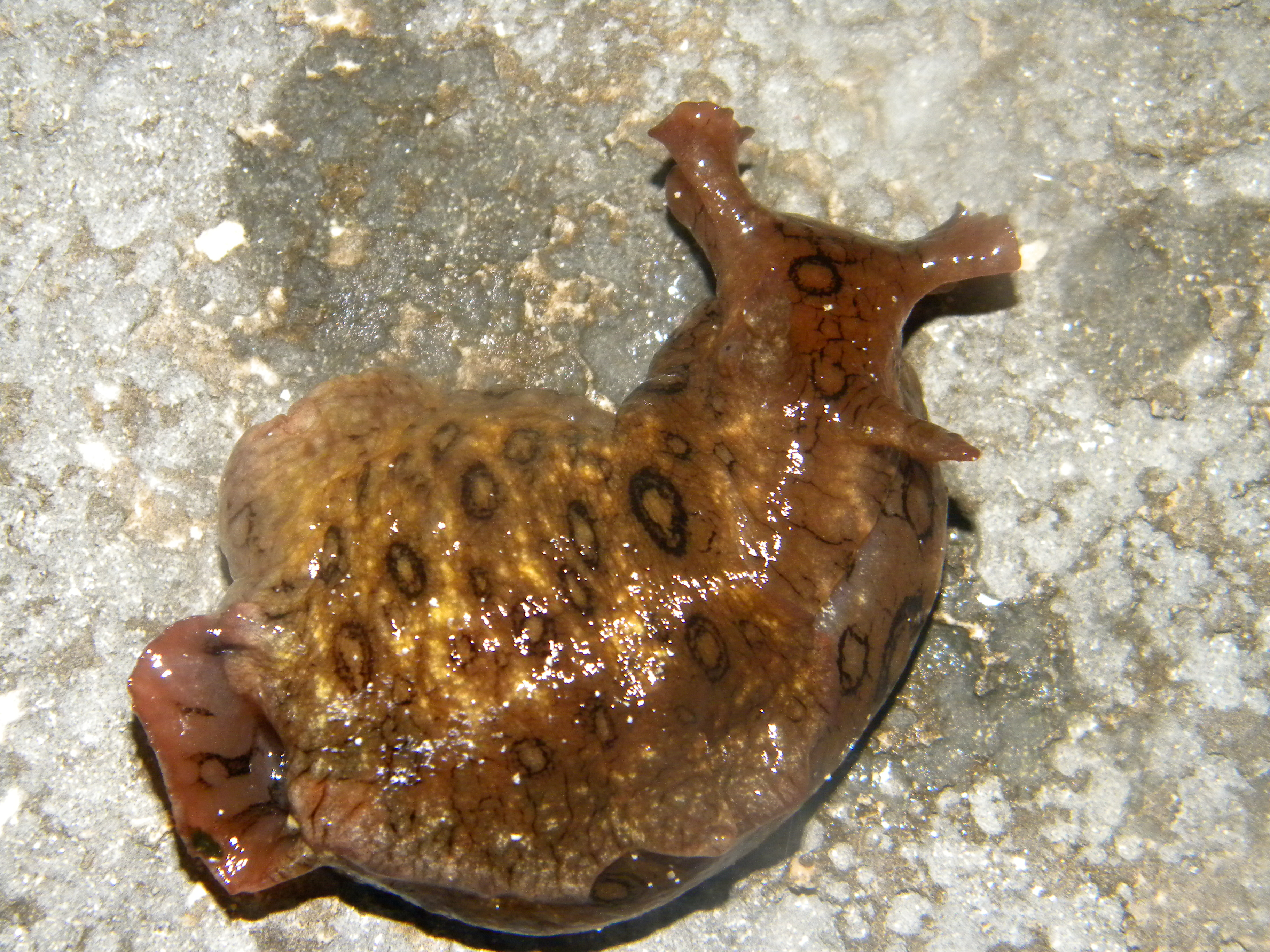
Aplysia dactylomela, une aplysie (ordre des Anaspidea)
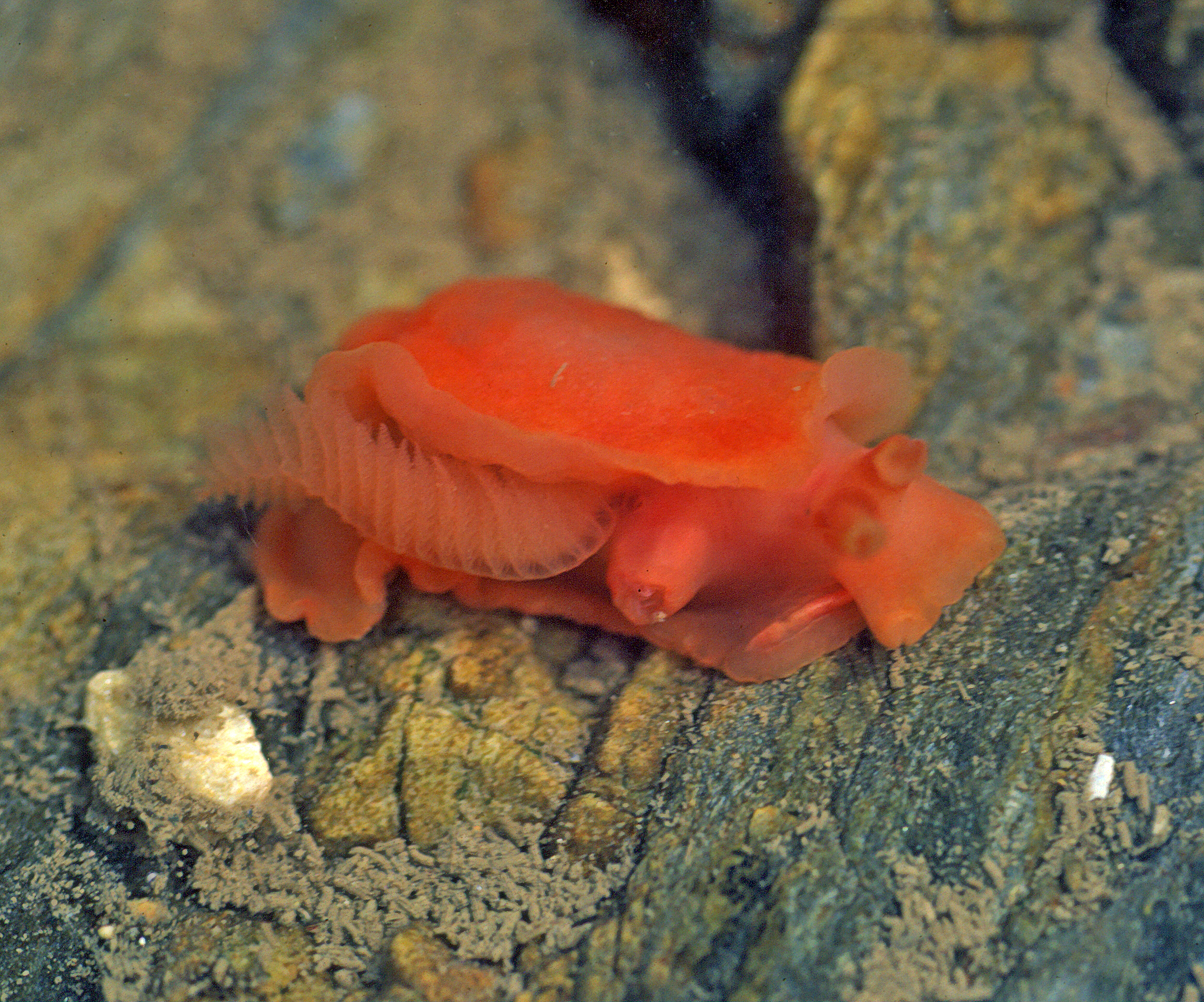
Berthella aurantiaca, un pleurobranche (ordre des Pleurobranchomorpha)
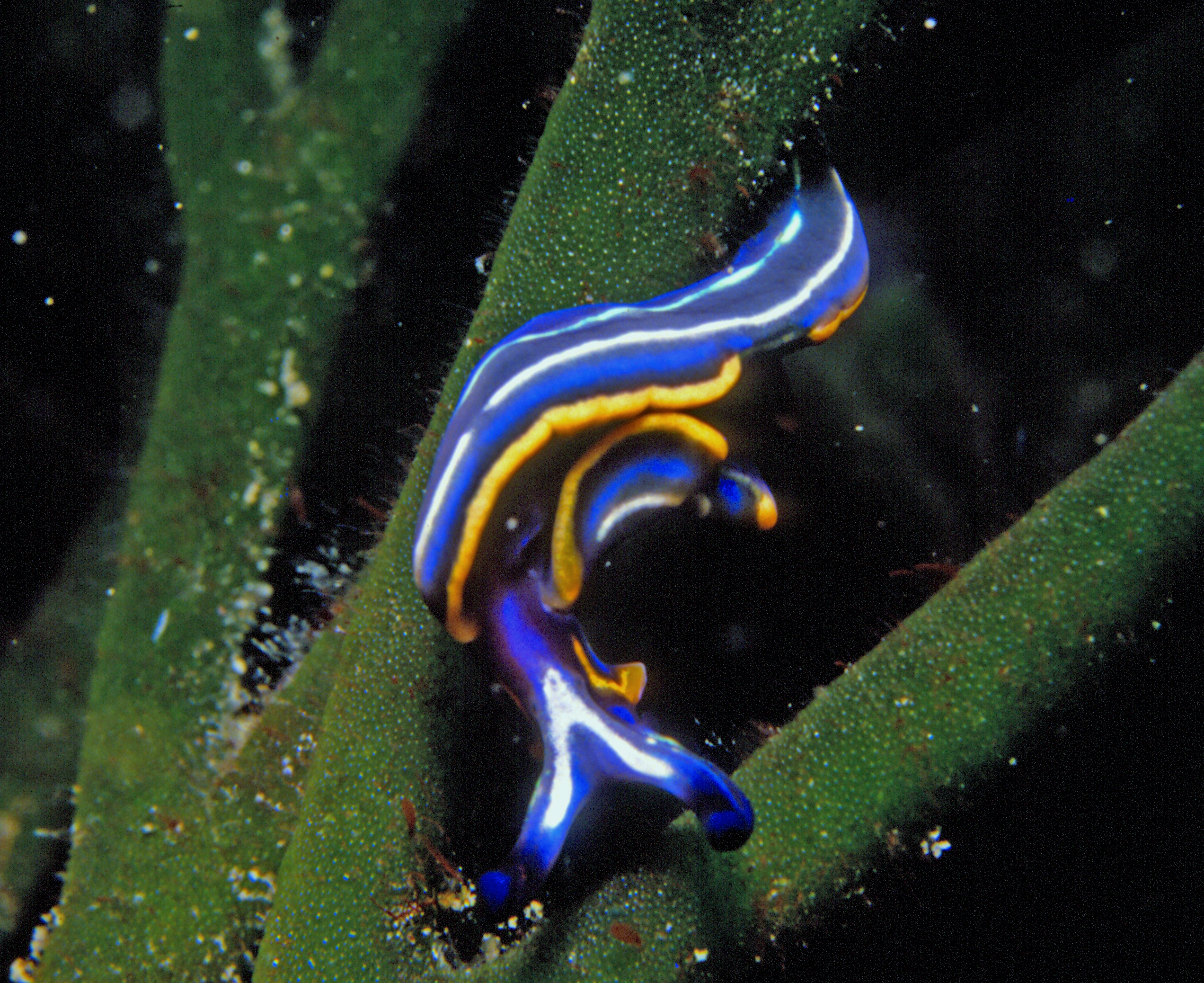
Thuridilla hopei, un placobranche (ordre des Sacoglossa)
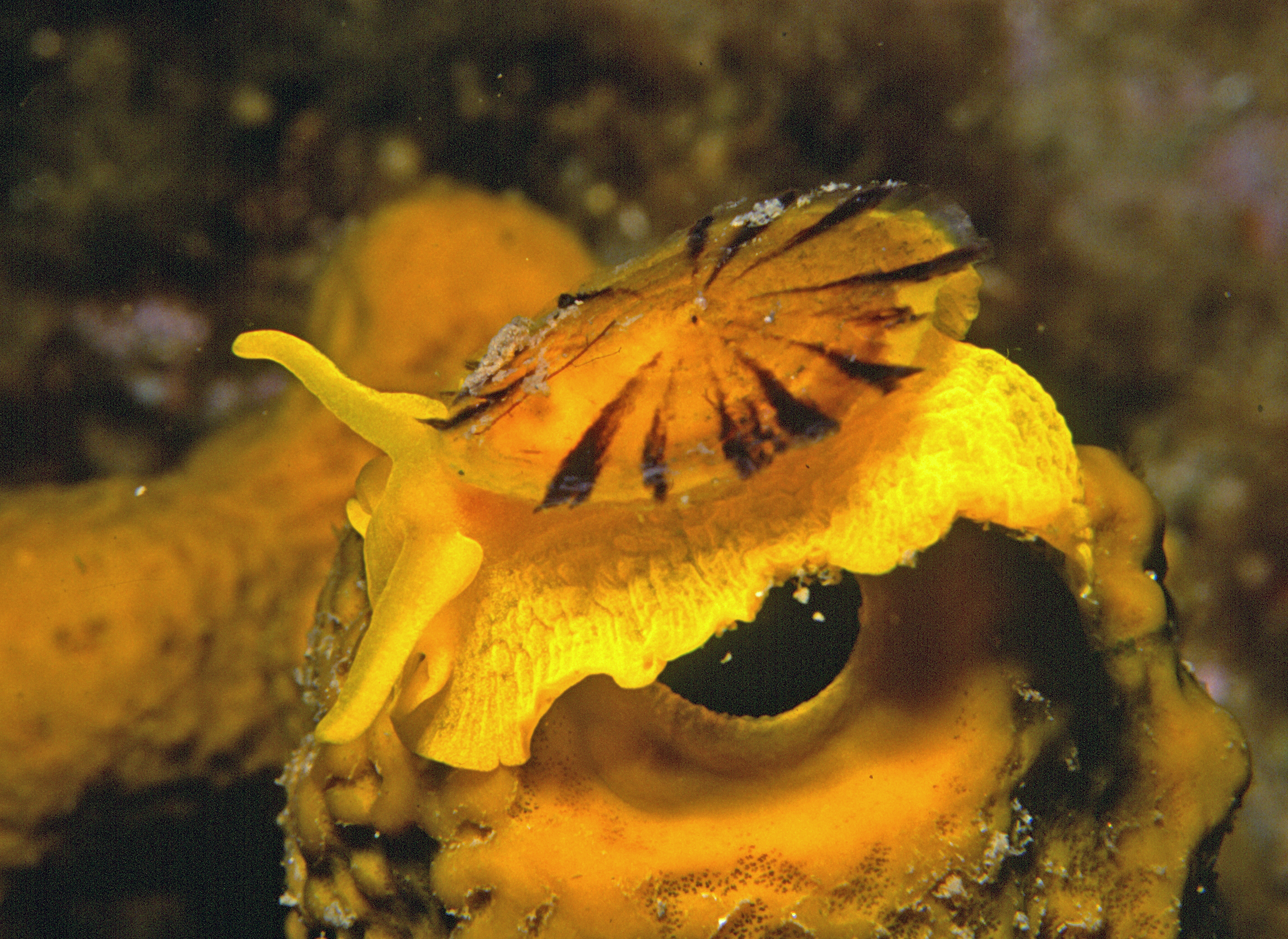
Tylodina perversa, une ombrelle (ordre des Umbraculida). Les ombrelles sont pourvues d'une coquille très simple en plaque.
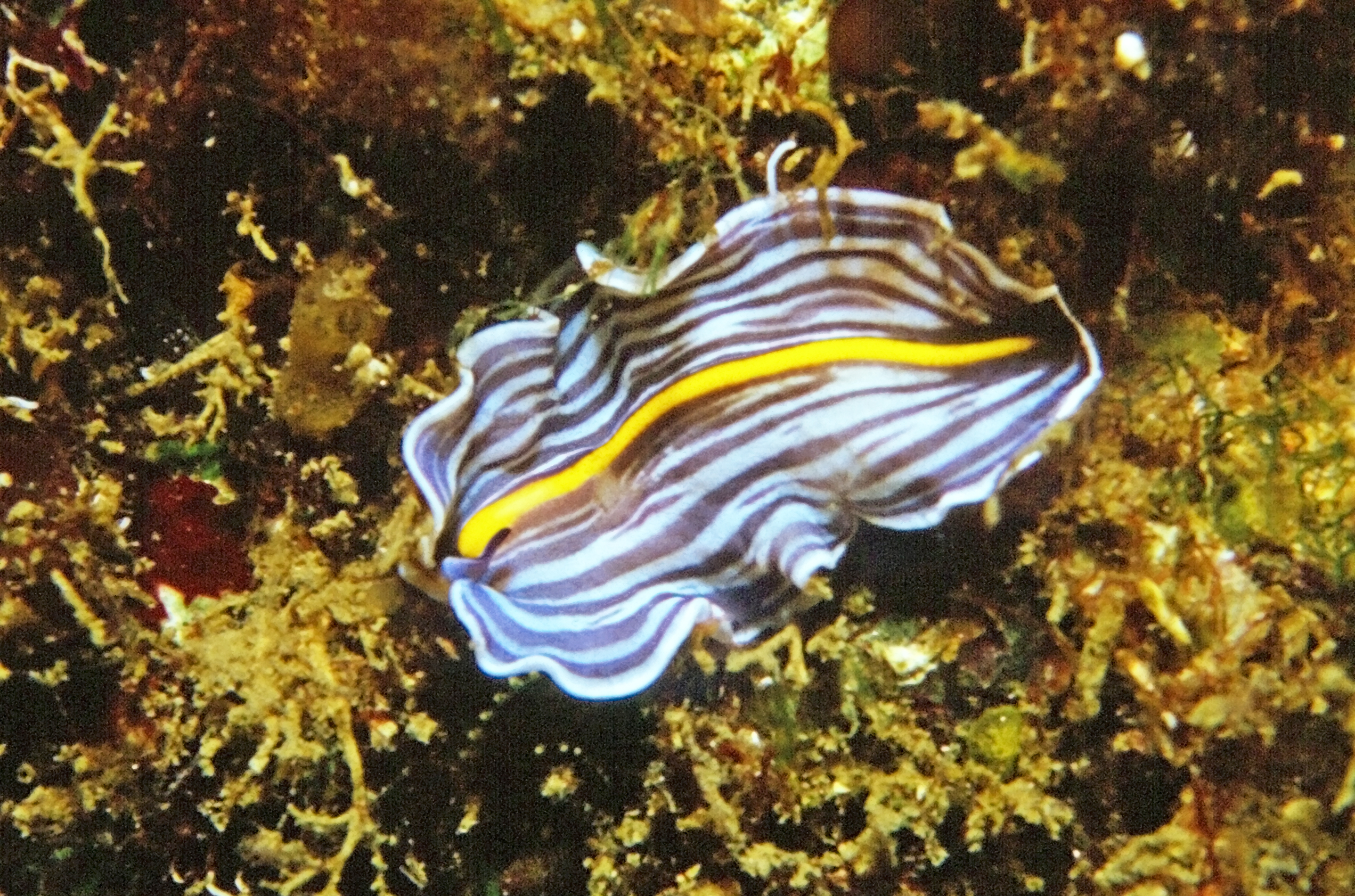
Prostheceraeus giesbrechtii, une planaire (embranchement des Plathelminthes ou « vers plats » : ces animaux ne sont donc pas des mollusques et ne devraient pas être appelés « limaces »).